# Довбор
Довбор (пол. Dowbor) — литовский дворянский род.
Предок его владел поместьями в 1397 г. В XVI веке род этот разделился на две ветви, принявшие гербы Пржияцель и Дрогомир. Одна ветвь этого рода приняла имя Довбор-Мусницких (пол. Dowbor-Muśnicki).
- Довбор-Мусницкий, Иосиф Романович (1867—1937) — русский и польский генерал.
- Довбор-Мусницкий, Константин Романович (1857—1931) — русский военачальник (генерал-лейтенант) и военный писатель, брат предыдущего.

Род Довбор внесён в I и VI части родословной книги Виленской и Ковенской губерний.